# Netretić
Netretić  è un comune della Croazia di 3 333 abitanti della regione di Karlovac.

## Località
Il comune di Netretić è diviso in 36 insediamenti (naselja):
| - Baići - Bogovci - Brajakovo Brdo - Bukovje Netretićko - Culibrki - Donje Prilišće - Dubravci - Dubravčani - Goli Vrh Netretićki - Kolenovac - Kučevice - Kunići Ribnički | - Ladešići - Lončar Brdo - Lonjgari - Maletići - Mali Modruš Potok - Mračin - Mrzljaki - Netretić - Novigrad na Dobri - Pavičići - Piščetke - Planina Kunićka | - Rešetarevo - Rosopajnik - Skupica - Srednje Prilišće - Straža - Tončići - Veliki Modruš Potok - Vinski Vrh - Vukova Gorica - Zaborsko Selo - Zagradci - Završje Netretićko |